# MAN 2R3
Der MAN 2R3 ist ein Schlepper mit Hinterradantrieb von MAN, der zusammen mit der Allradversion 4R3 von 1961 bis 1962 im Münchner Werk produziert wurde. Wie schon die Vorgängermodelle 2R2 und 4R2 gehörten die beiden Modelle der dritten Generation zur obersten Leistungsklasse im MAN-Ackerdiesel-Programm. Die Allradversion (Eigenbezeichnung „4-Radantrieb“) wurde in Zusammenhang mit dem niedrigen Schwerpunkt von den Kunden besonders geschätzt und verkaufte sich daher auch deutlich häufiger als die Hinterradversion. So baute MAN vom 4R3 am Ende 1445 Stück und vom 2R3 dagegen nur 581 Stück.

## Technik und Ausstattung
Beide Modelle haben einen wassergekühlten 4-Zylinder-Dieselmotor aus eigener Herstellung, der nach dem patentierten M-Brennverfahren arbeitet. Der Motor hat 2556 cm³ Hubraum und leistet 45 PS. Die Kraft wird mit einem Getriebe vom Typ ZF A 216 mit acht Vorwärts- und 4 Rückwärtsgängen übertragen. Im höchsten Gang erreichen die Schlepper 19 km/h bzw. 27 km/h mit Schnellgang. Das Gewicht beträgt bei der Hinterradversion 2350 kg und bei der Allradversion 2500 kg.
Auf Wunsch konnten die Schlepper mit Frontlader, Zugpendel, Druckluft-Bremsanlage und Riemenscheibe geliefert werden. Zudem war ein spezielles Forst-Paket verfügbar.